# Requejo (Campoo de Enmedio)
Requejo es una localidad española del municipio de Campoo de Enmedio, perteneciente a la comunidad autónoma de Cantabria.

## Geografía
Está a una altitud de 858 m s. n. m.

## Historia
Hacia mediados del siglo XIX, el lugar, ya por entonces perteneciente al municipio de Enmedio, tenía contabilizada una población de 140 habitantes. Aparece descrito en el decimotercer volumen del Diccionario geográfico-estadístico-histórico de España y sus posesiones de Ultramar de Pascual Madoz con las siguientes palabras:

REQUEJO: l. en la prov. de Santander (13 leg.), part. jud. de Reinosa (100 pasos), dióc., aud. terr. y c. g. de Búrgos (16), ayunt. de Enmedio. sit. en una llanura junto al r. Ebro; su clima es frio y nevoso; sus enfermedades mas comunes fiebres catarrales. Tiene 34 casas; escuela de pirmeras letras dotada con 200 rs. y la retribucion de los 30 niños de ambos sexos que la frecuentan; igl. parr. (San Pedro) servida por un cura de provision del diocesano en patrimoniales, y una fuente de muy buenas aguas. Confina con términos de Cañeda, Orzales, Bolmir y Reinosa. El terreno es de buena calidad y de secano la mayor parte; por él corre el mencionado Ebro, que solo en tiempo de avenidas fertiliza algunos prados; hay arboaldo de roble, hayas, avellanos y otros arbustos. Los caminos dirigen á los pueblos limítrofes: recibe la correspondencia de Reinosa. prod : granos, legumbres, patatas y pastos; cria ganados, con especialidad vacuno, que es sin disputa de lo mejor del pais; caza de codornices, y pesca de truchas, anguilas y otros peces. ind.: trasporte de efectos comerciales de Castilla. pobl.: 36 vec., 140 alm. contr.: con el ayunt.
(Madoz, 1849, p. 418)

En 2024, la entidad singular de población de Requejo tenía empadronados 380 habitantes, todos ellos en el núcleo de población de ese nombre.

## Patrimonio
Hay en el lugar una iglesia de San Pedro (siglo XVII).